# Félix da Costa (Politiker)

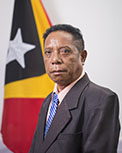
Félix da Costa

Félix da Costa (* 3. August 1960 in Vaviquinia, Liquiçá, Portugiesisch-Timor), Kampfname Anin Buras, ist ein Politiker aus Osttimor. Er ist Mitglied der Partei FRETILIN.

## Werdegang
Costa absolvierte die Schule bis zur vierten Klasse.
Bei den Parlamentswahlen in Osttimor 2012 kandidierte Costa chancenlos auf Listenplatz 43 der FRETILIN. Bei den Parlamentswahlen 2017 gelang ihm als Nachrücker der Einzug in das Nationalparlament Osttimors auf Listenplatz 28. Da die Minderheitsregierung von FRETILIN und PD sich im Parlament nicht durchsetzen konnte, löste es Präsident Francisco Guterres auf und rief zu Neuwahlen auf. Costa gelang bei der vorgezogenen Wahl am 12. Mai 2018 auf Platz 18 der FRETILIN-Liste der erneute Einzug ins Parlament. Costa wurde nun Mitglied der Kommission für Bildung, Gesundheit, soziale Sicherheit und Gleichstellung der Geschlechter (Kommission F). und mit deren Umstrukturierung am 16. Juni 2020 ihr Vizepräsident.
Bei den Parlamentswahlen 2023 gtrat Costa nicht an.

## Auszeichnungen
Costa ist Träger des Ordem Nicolau Lobato.